# Авет
А́вет (серб. Авет), А́ветинья (серб. Аветиња), Ха́ветинья (серб. Хаветиња), дословно — «призрак» — мифологический персонаж сербов и некоторых других южнославянских народов, ночное пугало, дух.

## Этимология
Предполагается, что имя произошло от арабского, турецкого или праславянского языка.

## Происхождение
В поверьях южнославянских народов аветы приравниваются к умершим молодым людям, самоубийцам и грешникам. Также предполагается, что аветы — духи людей, которые жили не своей, чужой жизнью.

## Занятие
Поверья об аветах существуют в Сербии, Хорватии, Черногории, Македонии и Боснии и Герцеговине. По легенде аветы появляются, как правило, в ночное время. Они проникают в дома, крадут женскую одежду, носят её, а затем возвращают. Обычно аветы делают это так, чтобы никто не заметил пропажу. Люди стали прятать свою одежду и хранить в труднодоступных местах. Для защиты от аветов используют чеснок (метод применения не ясен). Аветы появляются в виде страшных пугал либо в облике летучих мышей.